# Prowincja Macerata
Prowincja Macerata (wł. Provincia di Macerata) – prowincja we Włoszech. 
Nadrzędną jednostką podziału administracyjnego jest region (tu: Marche), a podrzędną jest gmina.
Liczba gmin w prowincji: 57.